# Middlesex Hospital
Le Middlesex Hospital est un ancien hôpital du quartier de Fitzrovia à Londres, en Angleterre.
Le Middlesex Hospital a ouvert en 1745 dans la Windmill Street et fut dénommé d'après le comté de Middlesex. Il prodiguait des soins médicaux pour les pauvres. En 1757, il fut transféré dans de nouveaux locaux dans Mortimer Street.
En 1928, il fut reconstruit pour pallier son délabrement. Il a accueilli des spécialistes notables comme John Raymond Hobbs, Diana Beck.
En 2005, l'hôpital fut fermé puis démoli pour permettre la réhabilitation de la zone, notamment en y installant des logements.

## Personnalités y ayant exercé
- Charles Heisch (1820-1892)
- Diana Beck (1902-1956)[1]
- Stella Chinyelu Okoli (1944-)[2]